# Gavril Vlasovič Didenko
Gavril Vlasovič Didenko, sovjetski letalski častnik, vojaški pilot, letalski as in heroj Sovjetske zveze, * 12. junij 1908, † 25. januar 1970.
Didenko je v svoji vojaški službi dosegel 25 samostojnih in 37 skupnih zračnih zmag.

## Življenjepis
Leta 1933 je končal jengelsko vojnoletalsko šolo.
Sodeloval je v zimski in drugi svetovni vojni; v slednji je letel v sestavi 907. lovskemu ZO in 2. gardnega in 482. lovskega letalskega polka.
Opravil je 365 bojnih poletov na MiG-3, Jak-1 in La-5 in sestrelil 8 Fw-190, 6 Ju-88, 4 He-111, 4 Bf-109, 2 Do 215 in Hs-126.

## Odlikovanja
- heroj Sovjetske zveze (10. april 1945)
- red Lenina (2x)
- red rdeče zastave (2x)